# أمانة (اسم)
أَمَانَة هو اسم علم مؤنث من أصل عربي، ومعناه هو الوفاء والوديعة.